# Завод синтетичного палива в Овадан-Депе
Завод синтетичного палива в Овадан-Депе – підприємство туркменської нафтохімічної промисловості. Одне з небагатьох існуючих у світі виробництв рідкого палива з природного газу.
Завод, який став до ладу в 2019 – 2020 роках, розмістили у індустріальній зоні Овадан-Депе, дещо північніше від Ашгабату. Він використовує технологію від данської компанії Haldor Topsoe, яка в свою чергу є ліцензіатом південноафриканської Sasol, що з 1950-х років займається питаннями синтезу рідкого палива на заводі в Сасолбурзі (спочатку з вугілля, а після вичерпання його запасів – із природного газу). Генеральним підрядником проекту виступила японська Kawasaki Heavy Industries.
Технологія виробництва передбачає переробку природного газу у метанолу, що відбувається на установці добовою потужністю 5225 тон. Далі метанол використовують для синтезу вуглеводнів із проектною річною потужністю 600 тисяч тон бензину, 12 тисяч тон дизельного пального та 115 тисяч тонн зрідженого нафтового газу (пропан-бутанова фракція). 
При роботі на проектній потужності завод потребує 1,8 млрд м3 газу на рік. Можливо відзначити, що в район Овадан-Депе ресурс газу надходить по двох трубопроводах – Схід – Захід (став до ладу у 2015-му та має значні резерви для збільшення пропускної здатності) та Шатлик – Ашгабат (споруджений ще в часи існування СРСР).
Для забезпечення виробничого майданчику водою потрібно було прокласти трубопровід завдовжки 26 км.